# Langosz
Langosz (węg. lángos, słow. langoš) – rodzaj smażonego pieczywa drożdżowego, specjalność kuchni węgierskiej (a za jej pośrednictwem – również słowackiej). 
Głównymi składnikami ciasta są mąka pszenna, drożdże, mleko, cukier, sól i olej. Przed smażeniem na głębokim oleju ciasto jest formowane w płaskie placki o średnicy kilku-kilkunastu centymetrów.
Langosze jada się najczęściej z czosnkiem bądź masłem czosnkowym, a także ze śmietaną i cukrem, startym serem żółtym, szynką lub jeszcze innymi dodatkami.
Placki te są popularne na Węgrzech, Słowacji oraz w Czechach.